# Principato di Trecastagni
Il Principato di Trecastagni o di Tre Castagne (in latino Principatus Trecastanae, in spagnolo Principado de Trecastagne) è stato un'entità feudale di rango principesco esistito in Sicilia tra il XVII secolo ed il XIX secolo.
Creato dal Re di Spagna nel 1641, con la famiglia Di Giovanni, agli inizi del XVIII secolo passò per via ereditaria agli Alliata dei Principi di Villafranca, che ne conservarono il possesso fino al 1812, in cui lo Stato fu soppresso per l'abolizione del feudalesimo in Sicilia.

## Territorio
Il Principato di Trecastagni si estendeva su un territorio che comprendeva gli odierni comuni di Pedara, Trecastagni e Viagrande, in provincia di Catania. Nel 1788 contava una popolazione di 5.644 abitanti.

## Storia
I casali di Tre Castagne e Viagrande, situati nel Val Demone e dipendenti dal Senato di Catania, furono messi in vendita dalla Corona spagnola, in difficoltà finanziarie e di cui la Sicilia faceva parte, e l'11 luglio 1640 furono acquistati dal nobile e banchiere messinese Domenico di Giovanni Giustiniani per la somma di 30.000 scudi. Il Di Giovanni, per privilegio datogli da re Filippo IV di Spagna il 15 febbraio 1641, esecutoriato il 14 aprile dell'anno medesimo, fu investito del titolo di I principe di Trecastagni e di I signore di Viagrande, con il diritto del mero e misto imperio.
Nel 1654, il Principe di Trecastagni acquistò dal Senato catanese anche il casale di Pedara, aggregato allo Stato e su cui ottenne il titolo di barone. Il figlio Scipione di Giovanni Salvarezzo, II principe di Trecastagni, ricevette ufficiale investitura del titolo di Barone di Pedara il 16 settembre 1666. Le tre borgate, sotto la giurisdizione feudale dei Di Giovanni all'interno del Principato, conobbero un processo di emancipazione che, su impulso dei nuovi padroni, da tipiche borgate rurali iniziarono a organizzarsi sotto forma di civitas con tratti antropologici, culturali e religiosi propri. Trecastagni, in particolare, fu scelta come sede di corte e di potere da parte dei Di Giovanni, che vi edificarono la propria dimora. Da feudatario del Principato si ritrovò ad affrontare l'eruzione dell'Etna del 1669, la cui colata lavica verso i suoi casali tentò di far deviare con l'ausilio dello scienziato Giovanni Alfonso Borelli, nonché il disastroso terremoto del 1693. Ai confini dello Stato, in territorio di Fleri, durante la rivolta antispagnola di Messina del 1674-78 (alla quale prese parte lo stesso Principe di Trecastagni), furono costruiti un fortino, una muraglia ed una porta per controllare la Via Regia ed eventualmente bloccare la marcia dell'esercito francese verso il centro dell'isola e Catania. La costruzione delle suddette strutture militari fu coordinata dal Senato di Acireale e finanziata da don Diego Pappalardo, delegato del Principe a Pedara. Questi, approfittando dell'assenza del Principe ritornato temporaneamente a Messina, tentò di fare del centro di Pedara la capitale dello Stato dei Di Giovanni, a scapito di Trecastagni. Pappalardo vi fece edificare chiese, conventi, scuole, un teatro e le strade.
Nel 1710, l'ultima discendente della famiglia, Anna Maria di Giovanni Morra, III principessa di Trecastagni, sposò Giuseppe Alliata Colonna Romano, IV principe di Villafranca, e per effetto di tale unione, dopo la morte di costei avvenuta nel 1777, lo Stato passò per successione in dote agli Alliata. Il Principato di Trecastagni fu soppresso nel 1812 per l'abolizione del feudalesimo, avvenuta nel Regno di Sicilia a seguito della promulgazione della Costituzione siciliana concessa dal re Ferdinando III di Borbone. Al momento della sua soppressione, feudatario era Giuseppe Alliata Moncada, VII principe di Villafranca (1784-1844), presidente della Camera dei Pari e ministro degli Esteri del governo costituzionale siciliano, durante la reggenza di Francesco I.
Il titolo di Principe di Trecastagni, confluito in quello di Principe di Villafranca, fu legalmente riconosciuto dal Regno d'Italia assieme agli altri titoli degli Alliata, con decreti ministeriali del 29 aprile 1904 e 4 ottobre 1909, con Regie lettere patenti del 17 aprile 1904, a Giuseppe Alliata Lo Faso, XI principe di Villafranca (1844-1913).

## Cronotassi dei Principi di Trecastagni

### Epoca feudale
- Domenico di Giovanni Giustiniani (1641-1666)
- Scipione di Giovanni Salvarezzo (1666-1700)
- Anna Maria di Giovanni Morra (1700-1727)
- Domenico Alliata di Giovanni (1727-1774)
- Fabrizio Alliata Colonna (1774-1804)
- Giuseppe Alliata Moncada (1804-1812)

### Epoca post-feudale
- Giuseppe Alliata Moncada (1812-1844)
- Fabrizio Alliata Valguarnera (1844-1876)
- Alessandro Alliata Valguarnera (1876-1894)
- Edoardo Alliata Valguarnera (1894-1898)
- Giuseppe Alliata Lo Faso (1898-1913)
- Gabriele Alliata Bazan (1913-1929)
- Giuseppe Alliata San Martino (1929-1946)